# Anonyx dalli
Anonyx dalli är en kräftdjursart som beskrevs av Edward Strieby Steele 1983. Anonyx dalli ingår i släktet Anonyx och familjen Uristidae. Inga underarter finns listade i Catalogue of Life.